# Trịnh Tân Thông
Trịnh Tân Thông (tiếng Trung giản thể: 郑新聪, bính âm Hán ngữ: Zhèng Xīn Cōng, sinh tháng 11 năm 1963, người Hán) là chính trị gia nước Cộng hòa Nhân dân Trung Hoa. Ông là Ủy viên Ủy ban Trung ương Đảng Cộng sản Trung Quốc khóa XX, hiện là Bí thư Ủy ban Công tác Ma Cao của Trung ương Đảng Cộng sản Trung Quốc,  Chủ nhiệm Văn phòng Liên lạc Chính phủ Nhân dân Trung ương tại Ma Cao kiêm Cố vấn sự vụ an toàn Quốc gia tại Ma Cao. Ông nguyên là Phó Chủ nhiệm LOCPG MO; Phó Bí thư Đảng tổ, Phó Tỉnh trưởng Phúc Kiến; Thường vụ Tỉnh ủy, Tổng thư ký Tỉnh ủy Phúc Kiến.
Trịnh Tân Thông là đảng viên Đảng Cộng sản Trung Quốc, học vị Cử nhân Quản lý hành chính, học hàm Cao cấp Công trình sự ngành Quản trị học. Ông có sự nghiệp phần lớn ở quê nhà Phúc Kiến trước khi được điều chuyển công tác ở Ma Cao, tham gia lãnh đạo đặc khu hành chính này.

## Xuất thân và giáo dục
Trịnh Tân Thông sinh tháng 11 năm 1963 tại huyện Tiên Du, thuộc địa cấp thị Phủ Điền, tỉnh Phúc Kiến, Cộng hòa Nhân dân Trung Hoa. Ông lớn lên và tốt nghiệp phổ thông ở Tiên Du, được kết nạp Đảng Cộng sản Trung Quốc vào tháng 12 năm 1986. Trong nhiều giai đoạn, ông tham gia học tại chức tại Trường Đảng Tỉnh ủy Phúc Kiến, nhận bằng Cử nhân Quản lý hành chính, rồi tham gia nghiên cứu sau đại học trong nhiều công trình khoa học, có học hàm Cao cấp Công trình sư ngành Quản trị.

## Sự nghiệp

### Các giai đoạn
Tháng 7 năm 1981, sau khi tốt nghiệp phổ thông, Trịnh Tân Thông bắt đầu sự nghiệp của mình khi được nhận vào làm công nhân của Nhà máy sản xuất xi măng Tam Minh 2 (三明第二水泥厂), Phúc Kiến. Sau đó, ông lần lượt là chuyên viên kiểm soát chất lượng xi măng, kỹ thuật viên bộ phận máy móc, phó chủ nhiệm bộ phận máy móc rồi chủ nhiệm văn phòng kiêm trợ lý giám đốc nhà máy. Tháng 1 năm 1991, ông được thăng chức làm Giám đốc Nhà máy xi măng Tam Minh 2, chuyển sang làm Giám đốc Nhà máy tổng hợp vật liệu xây dựng mới Tam Minh, rồi Phó Tổng giám đốc Tổng công ty Vật liệu xây dựng Tam Minh. Tháng 2 năm 1996, ông nhậm chức Bí thư Đảng ủy, Giám đốc Công ty công nghiệp vật liệu Tam Minh Phúc Kiến. Tháng 9 năm 1998, sau hơn 17 năm công tác ở doanh nghiệp sản xuất, Trịnh Tân Thông được điều chuyển sang vị trí mới ở khối cơ quan nhà nước, được điều tới huyện Đại Điền, nhậm chức Phó Bí thư Huyện ủy, Phó Huyện trưởng, cấp chính huyện, xứ. Tháng 11 năm 2001, ông được điều lên Tam Minh, nhậm chức Bí thư Đảng tổ, Chủ nhiệm Ủy ban Kinh tế và Thương mại địa cấp thị Tam Minh. Đến tháng 10 năm 2003, ông là Ủy viên Đảng tổ, Tổng thư ký Chính phủ Nhân dân, Bí thư Đảng tổ Văn phòng Chính phủ Nhân dân Tam Minh.

### Bộ máy tổ chức Phúc Kiến
Tháng 1 năm 2006, Trịnh Tân Thông được bổ nhiệm làm Ủy viên Đảng tổ, Phó Chủ nhiệm Ủy ban Kinh tế và Thương mại tỉnh Phúc Kiến rồi kiêm nhiệm làm Bí thư Đảng ủy, Tổng giám đốc Tập đoàn công nghiệp Đóng tàu Phúc Kiến (Fujian Shipbuilding Industry Group). Tháng 4 năm 2008, ông nhậm chức Ủy viên Đảng tổ Sảnh Văn phòng, Phó Tổng thư ký Chính phủ Nhân dân tỉnh Phúc Kiến. Tháng 7 năm 2010, ông được điều về Tuyền Châu, vào Ban Thường vụ Thị ủy, nhậm chức Phó Thị trưởng Tuyền Châu, phụ trách công tác thường nhật. Đến tháng 12 năm 2011, ông được chuyển sang Ninh Đức ở Đông Bắc Phúc Kiến, nhậm chức Phó Bí thư Thị ủy, Thị trưởng Ninh Đức, rồi quay trở lại Tuyền Châu vào tháng 3 năm 2012, là Phó Bí thư Thị ủy, Thị trưởng Tuyền Châu. Tháng 6 năm 2015, ông nhậm chức Bí thư Thị ủy Tuyền Châu, được bầu kiêm nhiệm làm Chủ nhiệm Ủy ban thường vụ Nhân Đại Tuyền Châu từ tháng 1 năm 2017. Giai đoạn 2013–18, ông được bầu làm Đại biểu Nhân Đại Trung Quốc khóa XII từ Phúc Kiến.
Ngày 31 tháng 1 năm 2018, Trịnh Tân Thông được Nhân Đại Phúc Kiến bầu, được Tổng lý Lý Khắc Cường phê chuẩn bổ nhiệm làm Phó Tỉnh trưởng Phúc Kiến, đồng thời là Ủy viên Đảng tổ Chính phủ Nhân dân tỉnh Phúc Kiến. Tháng 5 năm 2019, ông được bầu bổ sung vào Ban Thường vụ Tỉnh ủy, nhậm chức Tổng thư ký Tỉnh ủy Phúc Kiến, kiêm nhiệm Bí thư Đảng ủy Khối cơ quan công tác Tỉnh ủy. Ngày 1 tháng 4 năm 2021, ông được chuyển sang chính phủ tỉnh, là Phó Bí thư Đảng tổ, Phó Tỉnh trưởng thường vụ tỉnh Phúc Kiến.

### Công tác Ma Cao
Tháng 7 năm 2021, Trịnh Tân Thông được điều tới Ma Cao, được bổ nhiệm làm Phó Chủ nhiệm Văn phòng Liên lạc Chính phủ Nhân dân Trung ương tại Ma Cao. Ngày 21 tháng 3 năm 2022, ông kiêm nhiệm chức vụ Cố vấn kỹ thuật an toàn quốc gia của Ủy ban Bảo vệ an toàn quốc gia tại Đặc khu hành chính Ma Cao (CDSE). Ngày 30 tháng 5 năm 2022, ông được Tổng lý Lý Khắc Cường bổ nhiệm làm Chủ nhiệm Văn phòng Liên lạc Chính phủ Nhân dân Trung ương tại Ma Cao, kiêm Cố vấn sự vụ an toàn quốc gia của CDSE, đồng thời nhậm chức Bí thư Ủy ban Công tác Ma Cao của Trung ương Đảng Cộng sản Trung Quốc, cấp chính bộ, tỉnh, kế nhiệm Phó Tự Ứng. Cuối năm 2022, ông tham gia Đại hội Đảng Cộng sản Trung Quốc lần thứ XX từ đoàn đại biểu Ủy ban Công tác Ma Cao. Trong quá trình bầu cử tại đại hội, ông được bầu là Ủy viên Ủy ban Trung ương Đảng Cộng sản Trung Quốc khóa XX.